# Xanthophyllum amoenum
Xanthophyllum amoenum ist ein Baum in der Familie der Kreuzblumengewächse aus Malaysia, Borneo und Sumatra.

## Beschreibung
Xanthophyllum amoenum wächst als immergrüner Baum bis zu 35 Meter hoch. Der Stammdurchmesser erreicht über 70 Zentimeter.
Die einfachen und kurz gestielten Laubblätter sind wechselständig. Die ganzrandigen, eiförmigen, ledrigen Blätter sind kahl und zugespitzt bis geschwänzt. Die Nebenblätter fehlen.
Es werden kurze, end- oder achselständige, traubige Blütenstände gebildet. Die kurz gestielten, zwittrigen, weiß-gelben Blüten sind fünfzählig mit doppelter Blütenhülle. Die ungleichen Kelchblätter sind mehr oder weniger behaart, die spatelförmigen Kronblätter sind innen wollig. Es sind 8 leicht vorstehende Staubblätter vorhanden. Der kurz gestielte, einkammerige, wollige Fruchtknoten ist oberständig mit behaartem Griffel. Es ist ein fleischiger, kahler Diskus vorhanden.
Es werden rundliche und mehrsamige, nicht öffnende, etwa 4–6 Zentimeter große, gelb-grüne bis -orange, lederige, dünnschalige Beeren gebildet. Die 6 oder mehr, braunen Samen liegen in einer weißlichen, cremigen Pulpe (Sarkotesta).

## Verwendung
Die süß-sauren Früchte sind essbar.